# Сисерт
Сисерт (рус. Сысерть) град је у Русији у Свердловској области.

## Становништво
| 1939.  | 1959.  | 1970.  | 1979.  | 1989.  | 2002.  | 2010.  |
| ------ | ------ | ------ | ------ | ------ | ------ | ------ |
| 10.640 | 19.606 | 19.229 | 21.365 | 22.462 | 22.152 | 20.465 |